# Cathy Tyson
Cathy Tyson (ur. 12 czerwca 1965 w Liverpoolu) – angielska aktorka. Wystąpiła w filmie Mona Lisa (1986), za którą to rolę uzyskała nominację do nagrody Złoty Glob dla najlepszej aktorki drugoplanowej. Zagrała główną rolę w horrorze Wąż i tęcza.
W 2020 roku Tyson została obsadzona w roli tytułowej babci w serialu animowanym JoJo i Babcia.